# Kalibo
Kalibo là thủ phủ của tỉnh Aklan, ở phía tây Đảo Panay, Philippines. Theo điều tra dân số năm 2015, đô thị này có dân số 80.605 người trong.

## Các khu phố (barangay)
Kalibo được chia thành 16 khu phố của (barangay).
| - Andagao - Bachao Norte - Bachao Sur - Briones - Buswang New - Buswang Old - Caano - Estancia | - Linabuan Norte - Mabilo - Mobo - Nalook - Poblacion - Pook - Tigayon - Tinigao |